# 夸克-膠子電漿
夸克–膠子電漿（简称）又称夸克–胶子浆，俗稱夸克湯（quark soup），是量子色動力學的相態，處於極高溫與極高密度環境。據信這種狀態存在於大霹靂宇宙誕生後的最初20或30微秒。歐洲核子研究中心（CERN）所屬的超級質子同步加速器的實驗首先嘗試創造出QGP，時間大約是1980年代與1990年代，而且可能已達成部分成就。目前，布魯克哈芬國家實驗室的相對論性重離子對撞機（RHIC）的實驗正接續這項工作。CERN的新型實驗——大型离子对撞机实验和超環面儀器實驗都已在大型強子對撞機（LHC）展開。
2010年，RHIC宣布QGP的測量結果，QGP可達4兆°C，是人類史上所製造最熱的物質。

## 文獻與外部連結
- （繁體中文）科學人2006年6月號--再造大霹靂那瞬間
- （英文）相對論性重離子對撞機(RHIC)（页面存档备份，存于） 於 布魯克哈芬國家實驗室（页面存档备份，存于）
- （英文）Alice實驗（页面存档备份，存于） 於 CERN（页面存档备份，存于）
- （英文）The Indian Lattice Gauge Theory Initiative（页面存档备份，存于）
- （英文）夸克物質評論：2004年理論, 2004年實驗
- （英文）Lattice reviews: 2003, 2005
- （英文）BBC article mentioning Brookhaven results（页面存档备份，存于）
- （英文）Physics News Update article on the quark-gluon liquid, with links to preprints